# ساندرا زامبا
ساندرا زامبا (مواليد 16 مايو 1956) سياسية إيطالية انتخبت في مجلس النواب عن الحزب الديمقراطي. كانت وكيلة وزارة الصحة منذ سبتمبر 2019 كجزء من وزارة كونتي الثانية.

## الحياة السياسية
كانت زامبا مسؤولاً عن الاستجابة لوباء كوفيد 19 في إيطاليا. أعلنت عن شراء العديد من أجهزة التهوية الجديدة بالإضافة إلى استيراد مليون ونصف كمامة من جنوب إفريقيا.